# Antonio Moreno Guerrero
Antonio Moreno Guerrero es un poeta español, nacido en Alicante en 1964 y en la actualidad reside en la ciudad de Elche.

## Obra

### Obra en verso
- Libro del yermo, Col. Melibea, Talavera de la Reina, 1993
- Solar antiguo, Pre-Textos, Valencia, 1996
- Visión del humo, Pre-Textos, Valencia, 1998
- Partes de un todo, Huerga y Fierro￼, Madrid, 1999￼￼￼
- Metafísicas, Pre-Textos, Valencia, 2000
- Polvareda, Pre-Textos, Valencia, 2003
- La tierra alta, Col. La Veleta, Comares, Granada, 2006
- Tabla rasa, Centro Cultural Generación del 27, Málaga, 2007
- Intervalo (Poesía reunida), Col. La Veleta, Comares, Granada, 2007
- Nombres del árbol, Tusquets, Barcelona, 2010
- El caudal (2013), libro no publicado en papel, que el autor mostró en un blog durante unos meses del año 2013, para acabar desapareciendo poco después
- El caudal, Col. Adonáis, Ediciones Rialp, Madrid, 2014
- El viaje de la luz (Antología), Renacimiento, Sevilla, 2014
- Cuaderno de Kurtná Hora, Libros Canto y Cuento, Jerez de la Frontera, 2015
- Unos días de invierno, Renacimiento, Sevilla, 2016
- Más de mil vidas, Renacimiento, Sevilla, 2018
- Lo inesperado, Renacimiento, Sevilla, 2022
- Al Dios sin nombre, Cálamo, Palencia, 2023

### Obra en prosa
- Alrededores, Pre-Textos, Valencia, 1995
- Mundo menor, Denes, Valencia, 2004
- Los espejos del domingo, Renacimiento, Sevilla, 2004
- El laberinto y el sueño, Renacimiento, Sevilla, 2009
- En otra casa, Isla de Siltolá, Sevilla, 2012
- No lejos, Fundación Newcastle, Murcia, 2016
- Estar no estando (Un viaje extremeño), Pre-Textos, Valencia, 2016
- El sueño de los vencejos, Newcastle, Murcia, 2019
- Visita de año nuevo, Newcastle, Murcia, 2020
- Cuatro retratos incompletos, Newcastle, Murcia, 2023

### Ediciones y traducciones
- AA. VV. Vida callada, en colaboración con Josep Maria Asencio, Pre-Textos, Valencia, 2013
- José Luis Vidal, Señor de los balcones. Antología poética, Renacimiento, Sevilla, 2013
- Vicente Gallego, Cantó un pájaro, Fondo de Cultura Económica, Madrid, 2016
- Primer libro de las églogas, Vicent Andrés Estellés, Denes, Valencia, 2002
- Materia de Bretaña, Carmelina Sánchez-Cutillas, Renacimiento, Sevilla, 2024

- Datos: Q5699145